# フレデリクスボー条約
フレデリクスボー条約（フレデリクスボーじょうやく。Freden i Frederiksborg）とは、1720年7月3日にデンマークのフレデリクスボー城で締結されたスウェーデンとデンマークの平和条約。この条約によって、スウェーデンはデンマークに対して多くの権利を放棄した。
大北方戦争の講和条約であるストックホルム条約と同様の内容がスウェーデン-デンマーク間で結ばれ、正式に両国は講和した。平和条約の締結は、両国の北ヨーロッパでの勢力バランスの安定をもたらした。

## 内容
- スウェーデンは、エーレスンド海峡の通行税免除特権を返上する。
- スウェーデンは、デンマークに600万リクスダラーを支払う。
- スウェーデンは、ホルシュタイン＝ゴットルプ家に対する支援を打切る。
- スウェーデンは、デンマークに占領されていた領土を回復する。
- デンマークは、シュレースヴィヒを獲得する。
- デンマークは、ロシアと協力しない事を約束する。

## 結果・影響
デンマークは、大北方戦争によって国力が低下し、国家財政も逼迫していたが、スウェーデンとの講和条約により、多額の賠償金を得る事に成功し、海峡税の回復と合わせ財政状況は徐々に緩和される様になった。またスウェーデンより領土を獲得する事はなかったが、失う事もなかったため、国力は総体的には維持された。一方スウェーデンは、ロシアと係争中であり、プロイセン王国やポーランド王国などとの戦争はストックホルム条約で終結していたものの、20年に渡る戦争によって国力が低下し衰退を招来した。翌年のニスタット条約によって、北方での覇権をロシア帝国に奪われたスウェーデンは、王権が制約され、「大国の時代」から「自由の時代」へと移行していくこととなった。